# Andrea Salvisberg
Andrea Nicolas Salvisberg (* 1. Februar 1989 in Rüegsauschachen) ist ein Schweizer Triathlet. Er wird in der Bestenliste Schweizer Triathleten auf der Ironman-Distanz auf dem neunten Rang geführt.

## Werdegang
Andrea Salvisberg wurde 2005 und 2006 Schweizermeister in der Jugendklasse A, 2007 und 2008 in der Juniorenklasse und 2010 in der U23-Klasse.
Salvisberg ist Mitglied im Swiss Triathlon Team Olympic Distance – 2011 noch gemeinsam mit seinen beiden Brüdern Florin und Lukas. Der jüngste Bruder Fabian gehört zwar auch dem ewz power team an, nicht jedoch der Schweizer Nationalmannschaft.
Salvisbergs Mutter, Renata Salvisberg, war ebenfalls eine Triathletin und nimmt auch heute noch in der Altersklasse (W50) aktiv an Wettkämpfen teil. Sie konnte sich wiederholt für einen Startplatz beim Ironman Hawaii qualifizieren.
Im September 2012 wurde Salvisberg in Spanien Siebter bei der U23-Europameisterschaft.
Im Mai 2016 wurde er in Lissabon Dritter bei der Europameisterschaft auf der olympischen Kurzdistanz.
Salvisberg ging am 18. August in Rio de Janeiro bei den Olympischen Sommerspielen 2016 für die Schweiz an den Start – zusammen mit Nicola Spirig, Jolanda Annen, und Sven Riederer – und belegte den 16. Rang.
In der ITU Point List belegte er 2017 als zweitbester Schweizer den 34. Rang (hinter Adrien Briffod, Rang 28). In der Weltmeisterschafts-Rennserie 2018 belegte er als bester Schweizer den 36. Rang.
Im Juni 2020 wurde Andrea Salvisberg in 29:27 min hinter Tadesse Abraham in Uster Vizeschweizermeister über 10'000 m Bahn.
Im Mai 2021 qualifizierte er sich zusammen mit Alissa König, Nicola Spirig-Hug und Max Studer in der Schweizer Staffel für einen Startplatz bei den Olympischen Spielen in Tokio. Andrea Salvisberg wurde im Juni von Swiss Olympic für die Triathlon-Wettkämpfe an den Olympischen Spielen selektioniert – zusammen mit Jolanda Annen, Nicola Spirig-Hug und Max Studer. Er belegte den 22. Rang.
Im Oktober 2022 gewann Salvisberg bei seinem ersten Marathon-Start den Luzern-Marathon und stellte mit seiner Siegerzeit von 2:24:24 h einen neuen Streckenrekord ein.

### Triathlon-Langdistanz seit 2023
Bei seinem ersten Start auf der Langdistanz belegte er im März 2023 im Ironman South Africa den achten Rang. Im Juli wurde der 34-Jährige in Thun nach 8:10:25 Stunden Dritter im Ironman Switzerland.
Im August 2023 wurde bei dem 35-Jährigen eine Hirnhautentzündung diagnostiziert.
Salvisberg startet für das ewz power team und wird von Brett Sutton trainiert.
Im April 2025 wurde der 36-Jährige Achter auf der Mitteldistanz im Ironman 70.3 Oceanside.

## Sportliche Erfolge
| Datum/Jahr    | Platz | Wettbewerb                                      | Austragungsort    | Zeit       | Bemerkung                                                                                      |
| ------------- | ----- | ----------------------------------------------- | ----------------- | ---------- | ---------------------------------------------------------------------------------------------- |
| 26. Juli 2021 | 22    | Olympische Sommerspiele 2020                    | Tokio             | 01:47:25   |                                                                                                |
| 23. Mai 2021  | 14    | ITU Triathlon World Cup                         | Lissabon          | 01:43:55   | hinter dem Norweger Kristian Blummenfelt                                                       |
| 21. Mai 2021  | 3     | ITU Olympic Qualification Event                 | Lissabon          | 01:24:48   | Mixed Relay                                                                                    |
| 5. Mai 2019   | 40    | ITU Triathlon World Cup                         | Madrid            | 00:58:13   |                                                                                                |
| 31. März 2019 | 8     | ITU Triathlon World Cup                         | New Plymouth      | 00:56:29   |                                                                                                |
| 11. Aug. 2018 | 2     | ETU Triathlon European Championship Mixed Relay | Glasgow           | 01:15:18   | im Team mit Lisa Berger, Nicola Spirig und Sylvain Fridelance                                  |
| 15. Apr. 2018 | 2     | Internationaler Triathlon Wallisellen           | Wallisellen       |            |                                                                                                |
| 26. Aug. 2017 | 14    | ITU World Championship Series 2017              | Stockholm         | 01:51:14   |                                                                                                |
| 16. Juni 2017 | 24    | ETU Triathlon European Championships            | Kitzbühel         | 01:48:03   | Europameisterschaft auf der olympischen Kurzdistanz                                            |
| 19. März 2017 | 10    | Super League Triathlon                          | Hamilton Island   |            | bei der Auftaktveranstaltung im neuen dreitägigen Rennformat                                   |
| 18. Aug. 2016 | 16    | Olympische Sommerspiele 2016                    | Rio de Janeiro    | 01:47:56   |                                                                                                |
| 28. Mai 2016  | 3     | ETU Triathlon European Championships            | Lissabon          | 01:50:32   | Europameisterschaft auf der olympischen Kurzdistanz                                            |
| 22. Aug. 2015 | 15    | ITU World Championship Series 2015              | Stockholm         | 01:51:29   |                                                                                                |
| 26. Juli 2014 | 8     | 5150 Zurich                                     | Zürich            | 01:49:41   | European Championships                                                                         |
| 8. Juni 2013  | 7     | Zytturm-Triathlon                               | Zug               | 00:45:45   | Schweizer Meisterschaft Sprint-Triathlon                                                       |
| 2. Sep. 2012  | 7     | ETU Triathlon European Championship U23         | Aguilas           | 01:51:42   | bei der U23-Europameisterschaft                                                                |
| 25. Aug. 2012 | 24    | ITU Sprint Triathlon World Championships        | Stockholm         | 00:56:10   | Triathlon-Weltmeisterschaft auf der Sprintdistanz                                              |
| 14. Juli 2012 | 1     | 5150 Zürich                                     | Zürich            | 01:50:21   | [ 12 ]                                                                                         |
| 28. Juli 2011 | 5     | Triathlon EDF Alpe d’Huez                       | Alpe d’Huez       | 01:56:26   | auf der Kurzdistanz                                                                            |
| 25. Juni 2011 | 46    | ETU Triathlon European Championships            | Pontevedra        | 01:56:59   | Europameisterschaft, Elite-Klasse                                                              |
| 11. Sep. 2010 | 17    | ITU Triathlon World Championship Series 2010    | Budapest          | 01:46:42   | U23                                                                                            |
| 21. Aug. 2010 | 42    | ITU Sprint Triathlon World Championships        | Lausanne          | 00:55:49   | bei der Erstaustragung (750 m Schwimmen, 20 km Radfahren und 5 km Laufen) in der Elite-Wertung |
| 24. Juli 2010 | 52    | ITU Triathlon World Championship Series 2010    | London            | 01:47:21   | in der Elite-Wertung                                                                           |
| 28. Aug. 2010 | 15    | ETU Triathlon European Championship U23         | Vila Nova de Gaia | 01:56:46   | U23-Europameisterschaft                                                                        |
| 22. Mai 2010  | 8     | ITU Triathlon European Cup                      | Senec             | 01:52:34   | in der Elite-Wertung                                                                           |
| Apr. 2010     | 3     | Internationaler Triathlon Wallisellen           | Wallisellen       | 00:44:32,3 |                                                                                                |
| 11. Sep. 2009 | 17    | ITU Triathlon World Championship Series 2009    | Gold Coast        | 01:46:42   | in der Klasse U23                                                                              |
| 23. Aug. 2009 | 22    | ITU Triathlon World Championship Series 2009    | Yokohama          | 01:49:30   | in der Elite-Wertung beim 7. Rennen der Saison 2009                                            |
| 20. Juni 2009 | 36    | ETU Triathlon European Championship U23         | Tarzo Revine      | 01:57:04   | U23-Europameisterschaft                                                                        |
| 12. Juli 2008 | 4     | Züri Triathlon                                  | Zürich            | 00:56:02   | bei den Junioren                                                                               |
| 10. Mai 2008  | 32    | ETU Triathlon European Championship Junior Men  | Lissabon          | 01:01:14   |                                                                                                |
| 2008          | 1     | Triathlon de Lausanne                           | Lausanne          | 01:02:58   | Schweizer Meister bei den Junioren (0,75 km Schwimmen, 20 km Radfahren und 5 km Laufen)        |
| 30. Aug. 2007 | 32    | ITU Triathlon World Championship Junior Men     | Hamburg           |            |                                                                                                |
| 29. Juni 2007 | 23    | ETU Triathlon European Championship Junior Men  | Kopenhagen        |            |                                                                                                |
| 23. Juni 2006 | 30    | ETU Triathlon European Championship Junior Men  | Autun             |            | in der Jugend-Klasse                                                                           |

| Datum/Jahr    | Platz | Wettbewerb               | Austragungsort  | Zeit     | Bemerkung                         |
| ------------- | ----- | ------------------------ | --------------- | -------- | --------------------------------- |
| 25. Mai 2025  |       | Ironman 70.3 Kraichgau   | Kraichgau       |          |                                   |
| 5. Apr. 2025  | 8     | Ironman 70.3 Oceanside   | Oceanside       | 03:52:27 |                                   |
| 9. Juli 2023  | 3     | Ironman Switzerland      | Thun            | 08:10:25 |                                   |
| 21. Mai 2023  | 3     | Ironman 70.3 Kraichgau   | Kraichgau       | 03:51:11 |                                   |
| 5. März 2022  | 8     | Ironman South Africa     | Port Elizabeth  | 07:39:06 | Schwimmdistanz stark verkürzt     |
| 9. Dez. 2022  | 6     | Ironman 70.3 Bahrain     | Manama          | 03:42:46 | hinter dem Franzosen Vincent Luis |
| 16. Okt. 2022 | 3     | Ironman 70.3 Cascais     | Cascais         | 03:46:22 |                                   |
| 12. März 2021 | 4     | Ironman 70.3 Dubai       | Dubai           | 03:34:05 |                                   |
| 3. Juni 2012  | 10    | Ironman 70.3 Switzerland | Rapperswil-Jona | 04:01:18 | [ 18 ]                            |

| Datum/Jahr    | Platz | Wettbewerb                           | Austragungsort | Zeit    | Bemerkung                            |
| ------------- | ----- | ------------------------------------ | -------------- | ------- | ------------------------------------ |
| 30. Okt. 2022 | 1     | SwissCityMarathon – Lucerne          | Luzern         | 2:24:24 | 1. Marathonteilnahme, Streckenrekord |
| 18. Okt. 2020 | 1     | Schweizer Meisterschaft Halbmarathon | Belp           | 1:04:44 | Schweizermeister Halbmarathon        |

(DNF – Did Not Finish)